# Крайовяну, Георге
Гео́рге Крайовя́ну (рум. Gheorghe Craioveanu; род. 14 февраля 1968, Хунедоара) — румынский футболист, игравший на позиции нападающего.
Выступал, в частности, за клубы «Вильярреал» и «Хетафе», а также национальную сборную Румынии.
Чемпион Румынии. Двукратный обладатель Кубка Румынии.

## Клубная карьера
Во взрослом футболе дебютировал в 1988 году выступлениями за клуб «Конструкторул» (Слатина), в котором провёл один сезон, приняв участие в 20 матчах чемпионата.
Впоследствии с 1989 по 1998 год играл в составе команд клубов «Металургистул» (Слатина), «Дробета», «Университатя» (Крайова) и «Реал Сосьедад». В течение этих лет завоевал титул чемпиона Румынии, а также становился обладателем Кубка Румынии (дважды).
Своей игрой за последнюю команду привлёк внимание представителей тренерского штаба клуба «Вильярреал», к составу которого присоединился в 1998 году. Отыграл за клуб следующие четыре сезона своей игровой карьеры. Большую часть времени, проведённого в составе «Вильярреала», был основным игроком атакующего звена команды.
В 2002 году перешёл в клуб «Хетафе», за который отыграл 4 сезона. Играя в составе «Хетафе», выходил на поле в основном составе команды. Завершил профессиональную карьеру футболиста выступлениями за этот клуб в 2006 году.

## Выступления за сборную
В 1993 году дебютировал в официальных матчах в составе национальной сборной Румынии. В течение карьеры в национальной команде, которая длилась 7 лет, провёл в форме главной команды страны 25 матчей, забив 4 гола.
В составе сборной был участником чемпионата мира 1998 года во Франции.

## Титулы и достижения

### Командные
- Чемпион Румынии:

«Университатя» (Крайова): 1990/91
- Обладатель Кубка Румынии (2):

«Университатя» (Крайова): 1990/91, 1992/93

### Личные
- Лучший бомбардир чемпионата Румынии: 1993/94 (22), 1994/95 (27)

## Ссылка
- Профиль на сайте FIFA.com (англ.)
- Профиль игрока (англ.) на сайте Transfermarkt
- Профиль на сайте National Football Teams (англ.)